# Sèrie de Laurent
En matemàtiques, la sèrie de Laurent d'una funció analítica {\displaystyle f(z)\,} és la representació d'aquesta funció en sèrie de potències.
La sèrie de Laurent pot ser utilitzada per poder expressar una funció complexa en el cas en què no pot ser aplicada la sèrie de Taylor.
Les sèries de Laurent van ser anomenades així, després de ser publicades per Pierre Alphonse Laurent el 1843, tot i que havien estat descobertes per Karl Weierstrass, que no les va publicar mai.

## Sèrie de Laurent
Sigui {\displaystyle f(z)\,} una funció analítica en un anell {\displaystyle C=\{z\in \mathbb {C} \,/R_{0}<|z-z_{0}|<R_{1}\}}. {\displaystyle \forall z\in C}, es complirà que:
on 
sent {\displaystyle \gamma \,} la circumferència {\displaystyle \gamma =\left\{z_{0}+re^{i\theta }|\theta \in \left[0,2\pi \right]\right\}\,}, amb {\displaystyle R_{0}<r<R_{1}\,}.